# Łąkówka turkusowa
Łąkówka turkusowa (Neophema pulchella) – gatunek australijskiego ptaka z rodziny papug wschodnich (Psittaculidae), z rodzaju Neophema. W naturze występuje na południowo-wschodnich obszarach Australii.
Ze względu na kolorowe upierzenie oraz przyjemny, melodyjny głos jest hodowana także jako ptak ozdobny. Gatunek monotypowy.

## Morfologia

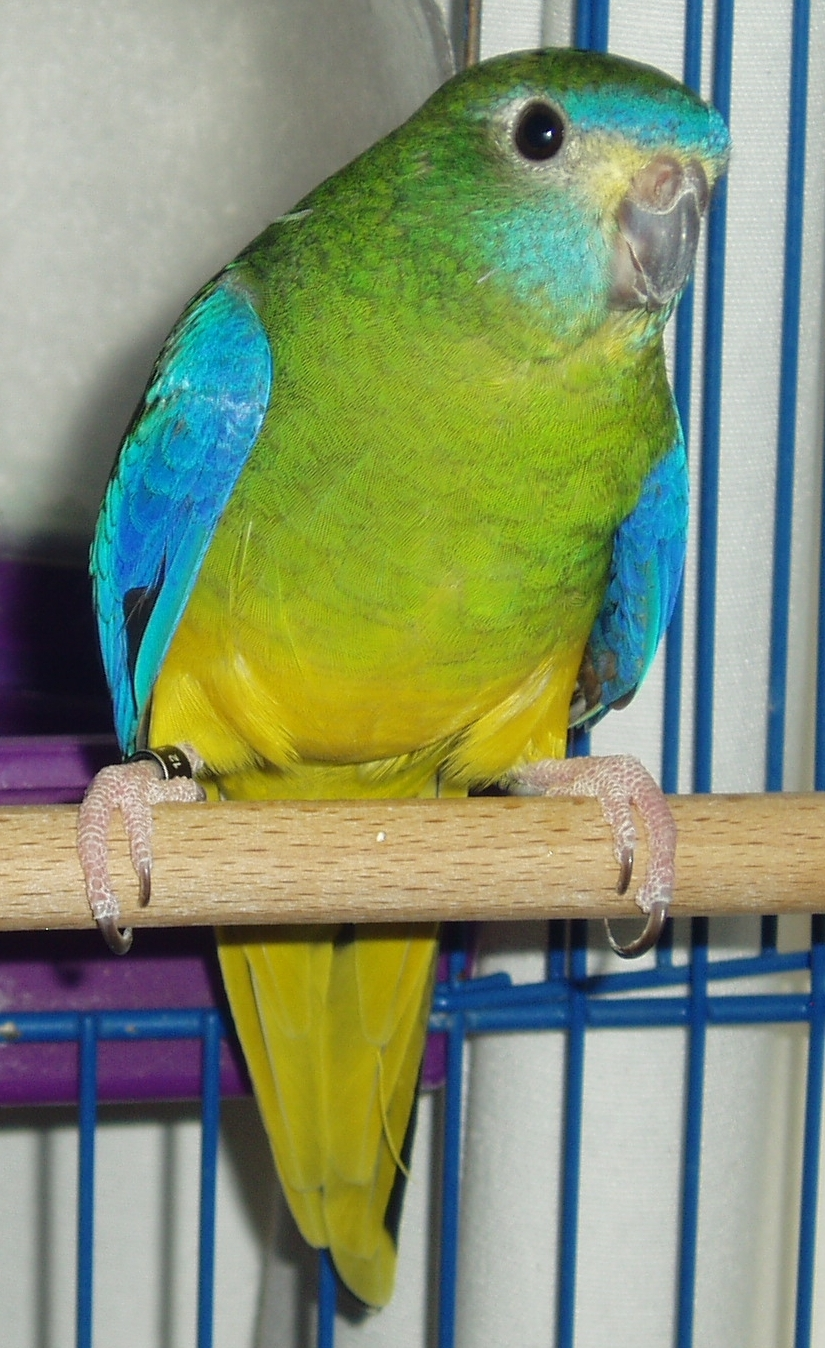
U samicy łąkówki tylko przód głowy ma wyraźnie niebieski kolor.

Upierzenie obydwu płci jest bardzo podobne do blisko spokrewnionej z nią łąkówki wspaniałej, z przewagą błękitu i zieleni. Dymorfizm płciowy jest dość wyraźny. Samca wyróżnia rząd czerwonych piór pokrywowych na skrzydle oraz więcej koloru turkusowego na głowie. Poza tym, podobnie jak u samicy ma niebieskie zewnętrzne krawędzie skrzydeł oraz lotki, zielony grzbiet i wierzch ogona oraz żółty brzuch i spód sterówek. Barwy samicy są nieco mniej intensywne, a zieleń występuje obficiej również na piersi i na tyle głowy. Samica posiada także białą pręgę na szarym spodzie skrzydeł, której to brak jest u samca. Młode ptaki są podobne do samicy, tylko bardziej matowe.
Wymiary średnieDługość ciała: 20 cm, masa ciała 37–44 g.

## Występowanie
Zasięg występowania łąkówki turkusowej rozciąga się w południowo-wschodniej Australii, od kontynentalnej części południowo-wschodniego Queenslandu, poprzez Nową Południową Walię po północno-centralną Wiktorię. Zamieszkuje nizinne (do 700 m n.p.m.) obszary trawiaste, wrzosowiska, sady, zakrzewienia i zadrzewione okolice strumieni.

## Ekologia i zachowanie
Łąkówka turkusowa zjada nasiona, kwiaty i owoce, zarówno roślin rdzennych, jak i wprowadzonych.
Okres lęgowy trwa od sierpnia do grudnia, okazjonalnie również w kwietniu i maju. Samica składa zwykle 4–6 jaj (wymiary: ok. 20,5 na 16 mm), które następnie wysiaduje przez 18–21 dni. Młode przebywają w gnieździe ok. 4 tygodnie. Następnie są jeszcze 2 tygodnie po opuszczeniu gniazda dokarmiane przez rodziców.

## Status i zagrożenia
IUCN uznaje łąkówkę turkusową za gatunek najmniejszej troski (LC, Least Concern) od 1988 (oprócz lat 1994–2000, kiedy to gatunek miał status Lower Risk/Near Threatened – bliski zagrożenia). BirdLife International ocenia trend populacji na stabilny. Liczebność populacji oszacowana w roku 2000 wynosiła 20 tys. osobników. W stanie Wiktoria łąkówki turkusowe przystosowały się do jedzenia nasion Arctotheca calendula (ang. capeweed), obcego dla Australii gatunku, dzięki czemu tamtejsza populacja powiększa się. Do zagrożeń dla gatunku należą drapieżnictwo lisów i kotów, utrata drzew z dziuplami w lasach, z których pozyskuje się drewno, oraz niewłaściwe wypalanie terenów.